# Narycia obserata
Narycia obserata är en fjärilsart som beskrevs av Edward Meyrick 1919. Narycia obserata ingår i släktet Narycia och familjen säckspinnare. Inga underarter finns listade i Catalogue of Life.